# Indicator meliphilus
Indicator meliphilus là một loài chim trong họ Indicatoridae.